# Халлениус, Линус
Линус Халлениус (швед. Linus Hallenius; родился 1 апреля 1989 года в Сундсвалле) — шведский футболист, нападающий клуба «Кубикенборгс».

## Карьера

### Клубная
Во время летнего трансферного окна 2009 года появились слухи, что Халлениус был близок к подписанию контракта с «Эргрюте», несколько газетных статей вышли с новостью, что «Эргрюте» подписал его, новость клубом была опровергнута. Несмотря на тот факт, что родной клуб «Сундсвалль» хотел продать его, Халлениус колебался во мнениях относительно трансфера. 7 июля 2009 года Халлениус подписал 3,5-летний контракт с «Хаммарбю» из Аллсвенскана. В течение осени 2009 года Халлениус сыграл 8 матчей, четыре из которых со стартовых минут, однако, он не забивал. «Хаммарбю» был понижен в классе до Суперэттана, и в течение первой половины сезона 2010 года Халлениус выступал успешно, забив 11 голов в 13 играх, в том числе удивительный гол в стиле Марко ван Бастена в гостях против «Сюриански» 20 июня 2010 года. Этот гол был номинирован на премию ФИФА имени Пушкаша и занял второе место.
После понижения в Суперэттан Халлениус в течение лета 2010 года привлёк внимание нескольких клубов, которые проявили интерес к его подписанию. Кроме «Дженоа», которая подписала его до закрытия трансферного окна, его хотели купить такие гранды европейского футбола как голландский «Аякс» и немецкая «Бавария Мюнхен», скауты которой также пристально следили за Халлениусом.
В январе 2011 года Халлениус был подписан «Дженоа», которая сразу же сдала его в аренду вначале в «Лугано», затем в «Падову». За «Дженоа» Халлениус провёл лишь один матч. 11 июля на правах свободного агента перешёл в «Арау». 17 июля 2014 года Халлениус вернулся в «Хаммарбю». 26 января 2016 года Халлениус был представлен в качестве игрока «Хельсингборга», с которым подписал трёхлетний контракт. В январе 2017 года Халлениус вернулся в «Сундсвалль», подписав четырёхлетний контракт. 5 августа 2018 года он провел свой 100-й матч в составе клуба и одновременно стал лучшим бомбардиром, что сделало его самым результативным игроком клуба в чемпионате Швеции всех времен. Он решил расторгнуть контракт после сезона.
17 июня 2019 года кипрский клуб АПОЭЛ объявил, что Халлениус подписал двухлетний контракт с клубом. В июле 2020 года стороны согласились разорвать контракт. 11 июля Халлениус подписал контракт на два года с «Норрчёпингом». Уже через полгода «Норрчёпинг» и Халлениус договорились преждевременно разорвать контракт.
В январе 2021 года он снова вернулся в «Сундсвалль», подписав двухлетний контракт.
12 февраля 2024 года Халлениус перешёл в «Кубикенборгс» из третьего дивизиона.